# Charlie Chan Dagelet
Charlie Chang Dagelet, mais conhecida por Charlie Chan Dagelet (Amsterdã, 22 de agosto de 1986) é uma atriz neerlandesa. É conhecida por seu papéis em séries de televisão, incluindo Hotnews.nl.

## Vida pessoal
Dagelet é filha do ator Hans Dagelet e da violista Esther Apituley. Ela é a meia-irmã das atrizes Dokus Dagelet e Tatum Dagelet e irmã dos atores Mingus Dagelet e Monk Dagelet. Em 2012, foi candidata do programa Expedition Arctic Circle, mas desistiu na final. Charlie tornou-se a mãe de um menino em novembro de 2013.

## Filmografia

### Séries
| Ano       | Título              | Papel                   |
| --------- | ------------------- | ----------------------- |
| 2018      | Mocro Maffia        | Celine                  |
| 2018      | Zomer in Zeeland    | Roxy                    |
| 2014-2017 | Sinterklaasjournaal | Repórter / Pietje Puk   |
| 2014-2015 | Bluf                | Elise Radboud de Ridder |
| 2015      | Bagels & Bubbels    | Roxanne Hillen          |
| 2014      | Heer & Meester      | Elise Meyer Swantée     |
| 2013      | Zusjes              | Mitzi Evers             |
| 2012      | Lijn 32             | Pauline Achterberg      |
| 2011      | Seinpost Den Haag   | Marieke Kamphuis        |
| 2007      | Van Speijk          | Bonny                   |
| 2006      | HotNews.nl          | Michelle                |
| 2005      | De band             | Vera                    |
| 2003      | Bergen Binnen       | Mariët Houtzager        |
| 2003      | Cut                 | Claire                  |
| 1987      | De Band             | Vera                    |

### Filmes
| Ano  | Título            | Papel                      |
| ---- | ----------------- | -------------------------- |
| 2018 | In Limbo          | Tessa van Beek             |
| 2018 | Get Lost!         | Petra                      |
| 2015 | Homies            | Sophie                     |
| 2013 | Amsterdam         | Prositutée sosie Madeleine |
| 2012 | Over              | Party Girl                 |
| 2011 | Lang zal ze leven | Robin                      |
| 2011 | De president      | Mila                       |
| 2010 | Loft              | Linda Fenneker             |
| 2010 | LelleBelle        | Yukshi                     |
| 2009 | Happy End         | Aletta                     |
| 2008 | Vox Populi        | Ineke                      |
| 2004 | Stille Nacht      | Menina em uma festa        |
| 2003 | De passievrucht   | Menina com boné            |
| 2003 | 15.35: spoor 1    | Dila                       |

### Curtas
| Ano  | Título  | Papel |
| ---- | ------- | ----- |
| 2016 | Houvast | Kyra  |

## Teatro
- Zomertrilogie, Rosina
- Scènes uit een huwelijk, Eva
- In ongenade, Melanie Isaacs
- Bende Dapitulet, ela mesma (com a família)
- Sneeuwwitje, Branca de Neve
- WE ARE HERE, diversos
- Naar Bukowski, diversos

## Prêmios
Tacoma Film Festival
| Ano     | Filme        | Categoria | Resultado |
| ------- | ------------ | --------- | --------- |
| 2016    |              |           |           |
| Houvast | Melhor atriz | Venceu    |           |